# 丙酸睾酮/戊酸睾酮/十一烯酸睾酮
丙酸睾酮/戊酸睾酮/十一烯酸睾酮，缩写为TP/TV/TUe，以商品名Triolandren销售，是丙酸睾酮（TP）、戊酸睾酮（TV）和十一烯酸睾酮（TUe）的注射複方藥，全都是雄激素/合成代谢类固醇。它含有20mg/mL的TP、80mg/mL的TV和150mg/mL的TUe（总共250毫克的睾酮酯和173.8毫克的游离睾酮）油溶液，并通过定期肌肉注射给药。据报道，该药物的作用持续时间约为10至20天。